# Championnat d'Angleterre de football 1905-1906
Navigation
Édition précédente Édition suivante
La 18e édition du championnat d'Angleterre de football est remportée par Liverpool. Le club réalise l’exploit de gagner le championnat dès la première année suivant son accession à la première division. Liverpool remporte son deuxième titre de champion d’Angleterre.
Le championnat est passé de 18 clubs à 20. Deux clubs ont été intégrés à la première division après avoir terminé le championnat de deuxième division aux deux premières places : Liverpool et Bolton Wanderers.
Le système de promotion/relégation est remis en place pour la fin de saison sur le modèle établi : descente et montée automatique, sans matchs de barrage pour les deux derniers de première division et les deux premiers de deuxième division.
À noter que le club de Small Heath change de nom. Il devient à partir de cette saison le  Birmingham City Football Club.
Albert Shepherd de Bolton Wanderers, avec  26 buts, termine meilleur buteur du championnat. 

## Les clubs de l'édition 1905-1906
| Club                                  | Ville               |
| ------------------------------------- | ------------------- |
| Aston Villa Football Club             | Birmingham          |
| Birmingham City Football Club         | Birmingham          |
| Blackburn Rovers Football Club        | Blackburn           |
| Bolton Wanderers Football Club        | Bolton              |
| Bury Football Club                    | Bury                |
| Derby County Football Club            | Derby               |
| Everton Football Club                 | Liverpool           |
| Liverpool Football Club               | Liverpool           |
| Manchester City Football Club         | Manchester          |
| Middlesbrough Football Club           | Middlesbrough       |
| Newcastle United Football Club        | Newcastle upon Tyne |
| Notts County Football Club            | Nottingham          |
| Nottingham Forest Football Club       | Nottingham          |
| Preston North End Football Club       | Preston             |
| Sheffield United Football Club        | Sheffield           |
| Stoke City Football Club              | Stoke-on-Trent      |
| Sunderland Association Football Club  | Sunderland          |
| The Wednesday                         | Sheffield           |
| Wolverhampton Wanderers Football Club | Wolverhampton       |
| Woolwich Arsenal                      | Londres             |

## Classement
| Rang | Équipe                  | Pts | J  | G  | N  | P  | Bp | Bc | Diff |
| ---- | ----------------------- | --- | -- | -- | -- | -- | -- | -- | ---- |
| 1    | Liverpool               | 51  | 38 | 23 | 5  | 10 | 79 | 46 | +33  |
| 2    | Preston North End       | 47  | 38 | 17 | 13 | 8  | 54 | 39 | +15  |
| 3    | The Wednesday           | 44  | 38 | 18 | 8  | 12 | 63 | 52 | +11  |
| 4    | Newcastle United        | 43  | 38 | 18 | 7  | 13 | 74 | 48 | +26  |
| 5    | Manchester City         | 43  | 38 | 19 | 5  | 14 | 73 | 54 | +19  |
| 6    | Bolton Wanderers        | 41  | 38 | 17 | 7  | 14 | 81 | 67 | +14  |
| 7    | Birmingham City         | 41  | 38 | 17 | 7  | 14 | 65 | 59 | +6   |
| 8    | Aston Villa             | 40  | 38 | 17 | 6  | 15 | 72 | 56 | +16  |
| 9    | Blackburn Rovers        | 40  | 38 | 16 | 8  | 14 | 54 | 52 | +2   |
| 10   | Stoke City              | 39  | 38 | 16 | 7  | 15 | 54 | 55 | -1   |
| 11   | Everton                 | 37  | 38 | 15 | 7  | 16 | 70 | 66 | +4   |
| 12   | Woolwich Arsenal        | 37  | 38 | 15 | 7  | 16 | 62 | 64 | -2   |
| 13   | Sheffield United        | 36  | 38 | 15 | 6  | 17 | 57 | 62 | -5   |
| 14   | Sunderland              | 35  | 38 | 15 | 5  | 18 | 61 | 70 | -9   |
| 15   | Derby County            | 35  | 38 | 14 | 7  | 17 | 39 | 58 | -19  |
| 16   | Notts County            | 34  | 38 | 11 | 12 | 15 | 55 | 71 | -16  |
| 17   | Bury                    | 32  | 38 | 11 | 10 | 17 | 57 | 74 | -17  |
| 18   | Middlesbrough           | 31  | 38 | 10 | 11 | 17 | 56 | 71 | -15  |
| 19   | Nottingham Forest       | 31  | 38 | 13 | 5  | 20 | 58 | 79 | -21  |
| 20   | Wolverhampton Wanderers | 23  | 38 | 8  | 7  | 23 | 58 | 99 | -41  |

|  | Champion d'Angleterre |
|  | Relégation            |

### Meilleur buteur
- Albert Shepherd,  Bolton Wanderers,  26 buts

## Bilan de la saison
| Tableau d'Honneur                    |           |
| Compétition                          | Vainqueur |
| Championnat d'Angleterre de football | Liverpool |
| Coupe d'Angleterre de football       | Everton   |

| Promotions et relégations |                                           |
| Promus                    | Bristol City Manchester United            |
| Relégués                  | Nottingham Forest Wolverhampton Wanderers |

## Sources
- Classement sur rsssf.com
- meilleurs buteurs sur iffhs.de